# Sylviidae
Famille
Les Sylviidae sont une famille de passereaux constituée de 2 genres et 34 espèces.
Cette famille était anciennement regroupée avec les Paradoxornithidae, qui ont depuis été séparés pour former une famille à part compte tenu des études phylogénétiques.

## Liste des genres
D'après la classification de référence (version 12.1, 2022) du Congrès ornithologique international ⁣:
- genre Curruca (25 espèces)
- genre Sylvia (7 espèces)

## Liste des espèces
D'après la classification de référence (version 12.1, 2022) du Congrès ornithologique international :
- Sylvia galinieri – Parophasme de Galinier
- Sylvia abyssinica – Pseudalcippe d'Abyssinie
- Sylvia atriceps – Pseudalcippe du Ruwenzori
- Sylvia dohrni – Horizorin de Dohrn
- Sylvia nigricapillus – Lioptile à calotte noire
- Sylvia atricapilla – Fauvette à tête noire
- Sylvia borin – Fauvette des jardins
- Curruca nisoria – Fauvette épervière
- Curruca curruca – Fauvette babillarde
- Curruca minula – Fauvette minule
- Curruca althaea – Fauvette de Hume
- Curruca hortensis – Fauvette orphée
- Curruca crassirostris – Fauvette orphéane
- Curruca leucomelaena – Fauvette d'Arabie
- Curruca nana – Fauvette naine
- Curruca deserti – Fauvette du désert
- Curruca communis – Fauvette grisette
- Curruca undata – Fauvette pitchou
- Curruca sarda – Fauvette sarde
- Curruca balearica – Fauvette des Baléares
- Curruca deserticola – Fauvette de l'Atlas
- Curruca conspicillata – Fauvette à lunettes
- Curruca cantillans – Fauvette passerinette
- Curruca subalpina – Fauvette de Moltoni
- Curruca melanocephala – Fauvette mélanocéphale
- Curruca mystacea – Fauvette de Ménétries
- Curruca ruppeli – Fauvette de Rüppell
- Curruca melanothorax – Fauvette de Chypre
- Curruca buryi – Parisome du Yémen
- Curruca lugens – Parisome brune
- Curruca boehmi – Parisome sanglée
- Curruca subcaerulea – Parisome grignette
- Curruca layardi – Parisome de Layard